# 25-й отдельный гвардейский разведывательный артиллерийский дивизион
25-й отдельный гвардейский разведывательный артиллерийский Севастопольский дивизион Резерва Главного Командования — воинское формирование Вооружённых Сил СССР, принимавшее участие в Великой Отечественной войне.
Сокращённое наименование — 25-й огв.радн РГК.

## История
Преобразован из 710-го отдельного разведывательного артиллерийского дивизиона 4 мая 1943 года года в составе 44-я армия Южного фронта.
В действующей армии с 4.05.1943 по 09.05.1945.
В ходе Великой Отечественной войны вёл артиллерийскую разведку в интересах артиллерии соединений и объединений  Южного, 4-го Украинского, 1-го Прибалтийского  и 3-го Белорусского фронтов.                                                                                              С августа 1945 года входил в состав 37 пушечной артиллерийской дивизии БВО в июле 1946 года расформирован в составе дивизии.

## Состав
- Штаб
- Хозяйственная часть
- 1-я батарея звуковой разведки (1-я БЗР)
- 2-я батарея звуковой разведки (2-я БЗР)
- батарея топогеодезической разведки (БТР)
- взвод оптической разведки (ВЗОР)
- фотограмметрический взвод (ФГВ)
- хозяйственный взвод

## Подчинение
| Дата                | Фронт                   | Армия         | Корпус | Дивизия | Бригада | Примечания |
| ------------------- | ----------------------- | ------------- | ------ | ------- | ------- | ---------- |
| 4.05.43 -25.09.43г. | Южный фронт             | 44-я армия    | -      | -       | -       | -          |
| 26.09.43 -30.12.43г | Южный фронт             | -             | -      | -       | -       | -          |
| 1.01.44-10.03. 44г. | 4-й Украинский фронт    | 51-я армия    | -      | -       | -       | -          |
| 15.03.44-1.06.44г   | 4-й Украинский фронт    | 2-я гв. армия | -      | -       | -       | -          |
| 1.07.44-10.09.44г   | 1-й Прибалтийский фронт | 43-я армия    | -      | -       | -       | -          |
| 11.09.44-30.11.44г  | 1-й Прибалтийский фронт | 6-я гв. армия | -      | -       | -       | -          |
| 1.12.44-25.02.45г   | 1-й Прибалтийский фронт | 43-я армия    | -      | -       | -       | -          |
| 25.02.44-9.05.45г   | 3-й Белорусский фронт   | 43-я армия    | -      | -       | -       | -          |

## Командование дивизиона
Командир дивизиона
- гв. майор Езрубельский Яков Владимирович

Начальник штаба дивизиона
- гв. капитан Ананьин Вениамин Кирилович
- гв. капитан Мельник Фотий Афанасьевич

Заместитель командира дивизиона по политической части
- гв. майор Шитов Иван Фёдорович

Помощник начальника штаба дивизиона
- гв. ст. лейтенант Кацов Михаил Яковлевич
- гв. ст. лейтенант Мерщиков Анатолий Петрович

Помощник командира дивизиона по снабжению

## Командиры подразделений дивизиона
Командир 1-й БЗР
- гв. ст. лейтенант ЧугункинМихаил Иванович
- гв. ст. лейтенант Новиков Алексей Михайлович

Командир 2-й БЗР
- гв. ст. лейтенант, гв. капитан  Сидоров Михаил Фёдорович

Командир БТР
- гв. ст. лейтенант, гв. капитан Лаищенцев Михаил Иосифович
- гв. ст. лейтенант Савко Василий Фёдорович

Командир ВЗОР
- гв. лейтенант Гончаров Григорий Данилович

Командир ФГВ
- гв. лейтенант Пикус Илья Абрамович

## Награды и почётные наименования
| Награды и наименования                | дата          | за что получена |
| ------------------------------------- | ------------- | --- |
| Почётное звание «Гвардейский»         | 4.05.43 г.    | присвоено приказом Народного комиссара обороны СССР № 202 от 4 мая 1943 года За проявленную отвагу в боях за Отечество с немецкими захватчиками, за стойкость, мужество, дисциплину и организованность, за героизм личного состава |
| Почетное наименование Севастопольский | 24.05.1944 г. | присвоено приказом Верховного Главнокомандующего № 0136 от 24 мая 1944 года за отличий в боях с немецкими захватчиками за освобождение города Севастополь.                                                                         |